# Tetraponera penzigi
Tetraponera penzigi är en myrart som först beskrevs av Mayr 1904.  Tetraponera penzigi ingår i släktet Tetraponera och familjen myror.

## Underarter
Arten delas in i följande underarter:
- T. p. continua
- T. p. penzigi
- T. p. praestigiatrix